# Barry Markus
Barry Markus (Amsterdam, 17 juli 1991) is een Nederlands voormalig wielrenner. In 2018 reed hij voor Monkey Town Continental Team. Hij is de neef van Dylan Groenewegen. Barry heeft een zus, Kelly, die eveneens actief was als wielrenster.

## Carrière
Markus is meervoudig Nederlands kampioen op zowel de weg als op de baan. In 2010 en 2011 was hij actief voor de beloftenploeg van Rabobank. Met deze ploeg won hij in 2010 een etappe in de Thüringen Rundfahrt, een meerdaagse wedstrijd voor beloften. In 2011 won hij zijn eerste koers waarin profwielrenners deelnemen. In de Ster van Zwolle kwam hij als eerste over de meet van een kopgroep van vier renners.
Vanaf 1 augustus 2011 ging Markus als stagiair aan de slag bij Vacansoleil-DCM en op 14 september 2011 werd bekendgemaakt dat hij een contract voor twee seizoenen had getekend bij die ploeg. Op 17 augustus 2013 maakte Belkin-Pro Cycling Team bekend de Amsterdammer te hebben overgenomen van Vacansoleil-DCM. De jaren erop kwam hij uit voor Team LottoNL-Jumbo, Roompot-Oranje Peloton, Pauwels Sauzen-Vastgoedservice en Monkey Town.

## Palmares

### Wegwielrennen
2009
1e etappe Trofeo Karlsberg
2010
2e etappe Ronde van Thüringen
2011
Ster van Zwolle
Dorpenomloop Rucphen
1e en 2e etappe deel B (ploegentijdrit) Ronde van León

### Baanwielrennen
2009
 Nederlandse kampioenschappen koppelkoers met Yoeri Havik
2010
 Nederlandse kampioenschappen koppelkoers met Yoeri Havik
 Nederlandse kampioenschappen scratch
 Nederlandse kampioenschappen puntenkoers
2011
 Nederlandse kampioenschappen koppelkoers met Roy Pieters
 Nederlandse kampioenschappen scratch
2012
 Nederlandse kampioenschappen scratch
2013
 Nederlandse kampioenschappen koppelkoers met Pim Ligthart
 Nederlandse kampioenschappen puntenkoers
2015
 Nederlandse kampioenschappen ploegenachtervolging met Jens Mouris, André Looij, Yentl Ruijmgaard en Mel van der Veekens
2016
 Nederlandse kampioenschappen ploegenachtervolging met Roy Pieters, André Looij, Yentl Ruijmgaard en Mel van der Veekens

## Resultaten in voornaamste wedstrijden
| Jaar | Ronde van Italië | Ronde van Frankrijk | Ronde van Spanje |
| ---- | ---------------- | ------------------- | ---------------- |
| 2013 |                  |                     | opgave           |
| 2014 |                  |                     |                  |
| 2015 |                  |                     |                  |
| 2016 |                  |                     |                  |

| Jaar | Gent-Wevelgem |
| ---- | ------------- |
| 2013 |               |
| 2014 |               |
| 2015 | opgave        |
| 2016 | opgave        |

## Ploegen
- 2010 –  Rabobank Continental Team
- 2011 –  Rabobank Continental Team
- 2011 –  Vacansoleil-DCM Pro Cycling Team (stagiair vanaf 1-8)
- 2012 –  Vacansoleil-DCM Pro Cycling Team
- 2013 –  Vacansoleil-DCM Pro Cycling Team
- 2014 –  Belkin-Pro Cycling Team
- 2015 –  Team LottoNL-Jumbo
- 2016 –  Roompot-Oranje Peloton
- 2017 –  Pauwels Sauzen-Vastgoedservice Continental Team (tot 30-9)
- 2018 –  Monkey Town Continental Team